# Helmi Dridi
Pour les articles homonymes, voir Dridi.
Helmi Dridi, né en janvier 1980 à Tunis, est un acteur, metteur en scène et réalisateur tunisien.

## Biographie
En 2000, il reçoit le Prix d’interprétation masculine au festival Ali-Ben Ayed pour son rôle de l’avocat Issa dans Nuit d'hiver, pièce mise en scène par Moncef Bessamra.
Il obtient, en 2004, une maîtrise de l’Institut supérieur d’art dramatique de Tunis, spécialité « Jeu et mise en scène », avant d’entamer une série de formations sous la direction d'Ezzedine Gannoun et Taoufik Jebali.
Il vit actuellement à Paris.

## Filmographie

### Cinéma

#### Longs métrages
- 2001 : Poupées d'argile de Nouri Bouzid
- 2005 : Making of de Nouri Bouzid
- 2010 : Fin décembre (ar) de Moez Kamoun (ar) : Mourad
- 2011 : Or noir de Jean-Jacques Annaud
- 2015 : L'amour ne pardonne pas (L'amore non perdona) de Stefano Consiglio (it) : Mohamed
- 2015 : Caina de Stefano Amatucci
- 2017 : Tunis by Night d'Elyes Baccar : Amine Ben Younes
- 2021 : Atlas de Niccolò Castelli : Arad
- 2023 : Par-delà les montagnes de Mohamed Ben Attia : Wejdi

#### Moyens métrages
- 2012 : Le Pain de ma mère de Helmi Dridi

#### Courts métrages
- 2003 : Rien à signaler de Ridha Tlili
- 2006 : Nirvana d'Amen Gharbi
- 2010 : Vers le Nord de Youssef Chebbi : Mehdi
- 2011 : Suivez la flèche de Marc Saez : Helios
- 2012 : Baba Noël de Walid Mattar : Foued[2]
- 2013 : Les Perruches de Julie Voisin

### Télévision

#### Séries
- 2006 : Nwassi w Ateb d'Abdelkader Jerbi
- 2007 : Layali el bidh de Habib Mselmani : Hamza
- 2008-2009 : Maktoub (saisons 1 et 2) de Sami Fehri : Montassar
- 2021 : Awled El Ghoul (ar) de Mourad Ben Cheikh : Haroun El Ghoul

#### Téléfilms
- 2006 : Le Sacre de l'homme de Jacques Malaterre : Aar / Ooki / Iké / Tobar
- 2009 : Who Was Jesus d'Alexander Marengo : Judas
- 2010 : Ao, le dernier Néandertal de Jacques Malaterre : Aguk
- 2011 : Carmen de Jacques Malaterre : Manolo

## Théâtre

### Comédien
- 1998 : Comédie Carmen, mise en scène de Fethi Ben Ameur : José
- 1999 : Électre, mise en scène de Moncef Bessamra : Egysthe
- 1999 : Nuit d'hiver, mise en scène de Moncef Bessamra : Issa
- 2000 : Koussouf ou Godot Machine, mise en scène de Lassaâd Ben Abdallah : Lucky
- 2002 : Hayete, mise en scène de Nassib Barhoumi
- 2002 : Guernica, mise en scène de Hassan Mouadhen
- 2003 : Parlons en silence, mise en scène d'Ezzedine Gannoun
- 2006 : Otages, texte de Leila Toubel et mise en scène d'Ezzedine Gannoun : Nibou
- 2012 et 2014 : À nu, adapté et mis en scène par Marc Saez, d'après un film de Sidney Lumet écrit par Tom Fontana
- 2023 : Nos ailes brûlent aussi, mise en scène de Myriam Marzouki[3]

### Metteur en scène
- 2005 : J'aime l'Afrique
- 2006 : Zicooo

## Danse
- 2003 : La Danse à consommer sans modération, chorégraphie et mise en scène d'Imed Jomaa
- 2004 : Micro Paysages, chorégraphie et mise en scène de Tomàs Aragay